# Lake Meade
Lake Meade is een plaats (census-designated place) in de Amerikaanse staat Pennsylvania, en valt bestuurlijk gezien onder Adams County.

## Demografie
Bij de volkstelling in 2000 werd het aantal inwoners vastgesteld op 1832.

## Geografie
Volgens het United States Census Bureau beslaat de plaats een oppervlakte van 3,7 km², waarvan 2,6 km² land en 1,1 km² water.

## Plaatsen in de nabije omgeving
De onderstaande figuur toont nabijgelegen plaatsen in een straal van 12 km rond Lake Meade.